# Columbari de Vila-rodona
El Columbari de Vila-rodona és un monument funerari romà protegit com a bé cultural d'interès local del municipi de Vila-rodona (Alt Camp).

## Descripció
És un edifici de planta rectangular, de 10,10 x 6 metres del segle i. Les cares est i oest presenten característiques i dimensions similars: damunt d'una base de morter i pedres hi ha un estilobat decorat amb 7 arcuacions. Tanca el conjunt un repeu sobre el qual recolzen 4 columnes amb capitells, damunt dels quals hi ha la cornisa. La resta dels murs són d'època medieval, i la porta oberta al mur est és d'època moderna. La façana nord és la millor conservada, excepció feta de la petita porta que es va obrir a l'absis. Apareixen sobre la base 4 arpuacions amb columnes. La cara sud és medieval. A l'interior encara es conserva l'absis, a la paret del qual s'obren els 6 nínxols, 3 a cada banda, que guardaven les urnes cineràries. La construcció és de petits carreus amb juntes de morter.

## Història
El columbari constitueix la resta romana més important de Vila-rodona. L'element es pot relacionar amb el ritu religiós funerari de la incineració, practicat pels romans. La manca d'un estudi rigorós i d'una excavació sistemàtica a la propera vila de la Font del Pla dificulta una interpretació coherent de la història concreta d'aquest monument, tot i que se'n pot establir una datació aproximada al segle i a través de la seva estructura formal i pels fragments de ceràmica sigil·lata trobats als voltants. L'any 1976 el Columbari va ser adquirit pel municipi. Aleshores s'inicià un procés d'intervenció i restauració, a càrrec de l'arquitecte municipal J. Ferrer Bosch, que es va presentar al públic el 3 de novembre de 1984.
Aquesta restauració consolidà les estructures existents i intentà recuperar les parts restants de manera que s'oferís la imatge més semblant possible a l'original romana. Seguint aquest criteri, s'eliminaren les modificacions d'èpoques posteriors d'escàs interès arquitectònic, una reconstrucció medieval i una porta més recent, practicada al mur est. En canvi el mur sud, també medieval, es respectà. També es construí un mur que envolta el conjunt.